# Asociación Galega de Produtoras Independentes
L'Asociación Galega de Produtoras Independentes (AGAPI) és una associació empresarial pionera del sector audiovisual gallec creada el 1994 i que reuneix més d'una trentena d'empreses productores de cinema, televisió, publicitat i serveis, contribuint activament a la consolidació i desenvolupament de la indústria audiovisual gallega.

## Trajectòria
AGAPI té un especial interès en l'evolució constant i l'actualització del coneixement dels professionals de la indústria audiovisual, de manera que des dels seus inicis ha organitzat nombrosos seminaris de formació especialitzada, que van des dels més creatius als més innovadors i tecnològics.
Conscient de la importància de la internacionalització i la comercialització de productes audiovisuals, AGAPI va organitzar el 2004 la presència per primera vegada d'una representació de Galícia al mercat de continguts audiovisuals més gran i important del món, el MIPCOM de Canes.
Seguint aquesta línia, AGAPI també va fer el primer Catàleg de producció audiovisual a Galícia.
Algunes de les darreres i importants accions d'AGAPI van ser la seva participació en el procés d'elaboració de la nova Llei del cinema (Llei 55/2007); AGAPI va participar en aquest procés com a única associació de productores independents convidades a comparèixer al Congrés dels Diputats, i l'organització de reunions professionals "Noves formes de distribució i consum audiovisuals - NOVOMED" i el "Fòrum de màrqueting i màrqueting audiovisual".

## Empreses associades
Llista d'empreses productores associades a AGAPI en 2012:
- Abano Producións (Ferrol)
- Área 5.1 Factoría Audiovisual (A Coruña)
- Atlántico Films (Vigo)
- Bren Entertainment (Santiago)
- Cies Comunicación (A Coruña)
- Cinemar Films (Ames)
- Continental Producciones (A Coruña)
- Editorial Galaxia (Vigo)
- Filmanova (A Coruña)
- Interacción, C.I.M. (Vigo)
- Mara Producciones (Santiago)
- Milou Films (A Coruña)
- Miño Media (Lugo)
- OQO Filmes (Pontevedra)
- Pórtico Audiovisuais (Santiago)
- Portocabo (A Coruña)
- Producciones Vigo (Vigo)
- Sodinor (Vigo)
- Studio XXI (A Coruña)
- Tic Tac Producciones (A Coruña)
- Uno TV (A Coruña)
- Vaca Films (A Coruña)
- Vía Láctea Filmes (Vigo)
- Visual Think Films (Vilagarcía de Arousa)
- Xamalú Filmes (A Coruña)
- Zenit Televisión (Ames)